# 새굴림
새굴림은 산세리프 타입의 유니코드 글꼴의 하나이다.
버전 3.10에서 49,284개의 글리프가 들어 있다. 이 글꼴은 마이크로소프트 워드 2000 및 워드 2003에서 옛 한글과 확장 한자를 지원하는 도구로 포함되어 있다.
이 글꼴은 다음 유니코드 범위를 지원한다: 제어 문자와 로마자 기본, 제어 문자와 로마자 보충, 로마자 확장-A, 그리스어, 조정 문자, 키릴 자모, 한글 자모, 일반 구두점, 글자를 변형한 기호, 여러 가지 수, 화살표, 수학 연산자, 괄호 문자, 상자 그리기 기호, 도형 기호, 여러 가지 기호, 한중일 기호 및 구두점, 히라가나, 가타카나, 호환용 한글 자모, 한중일 괄호 문자, 한중일 호환용, 한중일 통합 한자 확장-A, 한중일 통합 한자, 한글 글자 마디, 한중일 호환용 한자, 전각/반각 모양, 사용자 정의 영역(U+E000~U+F8FF)에는 한양 PUA 코드에 따른 옛 한글 글자 마디 약 5000자와 한글 자모 글리프가 들어 있다.

## 같이 보기
- 글꼴 목록
- 유니코드 글꼴
- 굴림체